# Schuyler
Schuyler is een plaats (city) in de Amerikaanse staat Nebraska, en valt bestuurlijk gezien onder Colfax County.
De county en zijn hoofdplaats zijn vernoemd naar Schuyler Colfax, vicepresident van de Verenigde Staten onder Ulysses S. Grant.

## Demografie
Bij de volkstelling in 2000 werd het aantal inwoners vastgesteld op 5371. In 2006 is het aantal inwoners door het United States Census Bureau geschat op 5212, een daling van 159 (-3,0%).

## Geografie
Volgens het United States Census Bureau beslaat de plaats een oppervlakte van 5,5 km², waarvan 5,4 km² land en 0,1 km² water. Schuyler ligt op ongeveer 413 m boven zeeniveau.

## Plaatsen in de nabije omgeving
De onderstaande figuur toont nabijgelegen plaatsen in een straal van 16 km rond Schuyler.